# دون فلوريد الفضة
دون فلوريد الفضة هو مركب كيميائي صيغته Ag2F ويكون على شكل بلورات ذات لون برونزي لها بريق أخضر.
تكون الفضة في هذا المركب في حالة أكسدة غير شائعة ومقدارها +0.5

## التحضير
يحضر المركب من إجراء عملية تحليل كهربائي لمركب فلوريد الفضة الأحادية على قطب كهربائي من الفضة في وسط من حمض الهيدروفلوريك؛ حيث يحدث التفاعل التالي:
{\displaystyle {\ce {Ag + AgF -> Ag2F}}}

## الخواص
يوجد المركب في الشروط القياسية على شكل بلورات ذات لون برونزي لها بريق أخضر، وهي غير منحلة في الماء إذ سرعان ما تتفكك لتترسب الفضة.
للمركب بنية بلورية على نمط معاكس لبنية يوديد الكادميوم، بحيث تكون ذرات الفضة مكان ذرات اليود وذرات الفلور مكان ذرات الكادميوم؛ وتكون المسافة بين ذرات الفضة بمقدار 299.6 بيكومتر.